# 11th Armored Cavalry Regiment
Das 11th Armored Cavalry Regiment (deutsch 11. Gepanzertes Kavallerieregiment) (Blackhorse Regiment) ist eine Einheit der US Army, die in Fort Irwin in Kalifornien stationiert ist. Trotz seiner Bezeichnung als „Gepanzertes Kavallerieregiment“ ist es als schwere Brigade reorganisiert worden. Das Regiment diente im Philippinisch-Amerikanischen Krieg, im Zweiten Weltkrieg, im Vietnamkrieg, im Kalten Krieg sowie während der Operation Desert Storm und der Operation Iraqi Freedom (Irakkrieg). Während des Kalten Krieges war es rund zwei Jahrzehnte lang in Westdeutschland entlang der innerdeutschen Grenze stationiert. Seither dient es hauptsächlich als Opposing Force (OPFOR) bei der Feinddarstellung für die Einsatzkräfte von US Army und US Navy sowie ausländische Streitkräfte bei Übungen im National Training Center.
Bis zum Juni 2002 wurden durch die OPFOR Verbände der US Army im mechanisierten Wüstenkrieg ausgebildet, einer Bedrohung nach dem Muster des Kalten Krieges folgend. Seither konzentrieren sich die OPFOR-Einheiten einschließlich des 11th ACR auf die Darstellung eines urbanen und asymmetrischen Stils der Kriegführung, mit dem amerikanische Soldaten gegenwärtig bei Auslandsoperationen konfrontiert sind. Von Juni bis Dezember 2003 verlegten Angehörige des 11th ACR nach Afghanistan, wo sie beim Aufbau und bei der Ausbildung der Panzer- und mechanisierten Infanteriebataillone der Afghanischen Nationalarmee halfen. Diese spezialisierten Einheiten verteidigten die afghanische Hauptstadt Kabul während der Loja Dschirga. Im Januar 2005 verlegte das 11th ACR in den Irak. Das 11th ACR wurde nicht unter dem Combat Arms Regimental System reorganisiert, sondern dem United States Army Regimental System.

## Geschichte

### 11th Cavalry Regiment
Das Regiment wurde am 2. Februar 1901 innerhalb der Regular Army als 11th Cavalry Regiment gegründet und am 11. März 1901 in Fort Myer in Virginia aufgestellt. Die Operationsgeschichte des Regiments ist der Darstellung der einzelnen Schwadronen zu entnehmen.
Zu Beginn des Zweiten Weltkrieges war das 11th Cavalry Regiment in der Presidio of Monterey in Monterey (Kalifornien) stationiert. Stufenweise verlegte es vom 16. bis 27. Januar 1940 und wiederum vom 15. April bis 15. Mai 1940 zur Ausbildung nach Camp Clayton. Es nahm vom 4. bis 29. August 1940 an Manövern in Fort Lewis (Washington) teil und kehrte dann am 31. August 1940 in die Presidio of Monterey zurück, wo es der 2nd Cavalry Division angegliedert wurde, bevor der Status als selbstständiges Kavallerieregiment wiederhergestellt wurde. Als Nächstes verlegte das 11th Cavalry Regiment am 7. November 1941 nach Camp Seeley und am 24. Juli 1941 nach Live Oaks in Kalifornien, um dann am 17. September 1941 nach Camp Seeley zurückzukehren, bevor es am 10. Dezember 1941 nach Camp Lockett kam. Das Regiment wurde am 12. Juni 1942 den Panzertruppen der US Army zugeteilt und am 10. Juli 1942 nach Fort Benning in Georgia verlegt, wo es am 15. Juli 1942 inaktiviert und reorganisiert wurde.
Mannschaften und Ausrüstung wurden umgehend zum 11th Armored Regiment transferiert, zeitgleich zum Aufbau der 11th Cavalry Group und der 11th Tank Group. Die Überreste des 11th Cavalry Regiment wurden am 26. Oktober 1944 aufgelöst.

### 11th Armored Regiment
Das 11th Armored Regiment wurde am 11. Juli 1942 innerhalb der National Army gegründet und der 10th Armored Division zugeteilt. Am 15. Juli 1942 wurde es in Fort Benning aus den Mannschaften und der Ausrüstung des 11th Cavalry Regiment aufgestellt. Das Motto auf dem Abzeichen der Einheit lautet „Allons“, was auf Französisch „Auf geht’s“ bedeutet.
Das Regiment verlegte am 22. Juni 1943 nach Murfreesboro (Tennessee) und am 5. September 1943 nach Fort Gordon. Am 20. September 1943 wurde das 11th Armored Regiment folgendermaßen aufgeteilt:
- Das HHC-11th Armored Regiment sowie das 1st und 2nd Battalion wurden als 11th Tank Battalion in der 10th Armored Division reorganisiert.
- Das 3rd Battalion, 11th Armored Regiment wurde als 712th Tank Battalion reorganisiert und von der Eingliederung in die 10th Armored Division ausgenommen.

Das 712th Tank Battalion wurde am 27. Oktober 1945 in Camp Kilmer (New Jersey) und am 1. September 1948 in 525th Medium Tank Battalion umbenannt. Am 10. September 1948 wurde es in Fort Lewis aktiviert und am 4. Februar 1950 in 95th Tank Battalion umbenannt und der 7th Armored Division zugeordnet. Dieses wurde am 24. November 1950 in Camp Roberts in Kalifornien deaktiviert und dort am 15. November 1953 inaktiviert.
Die Aufklärungskompanie wurde als Troop E, 90th Cavalry Reconnaissance Squadron reorganisiert und hatte danach eine eigene Geschichte. Die Unterstützungskompanien wurden aufgelöst.

### 11th Tank Battalion
Als Teil der 10th Armored Division wurde das 11th Tank Battalion ab dem 13. September 1943 vom Hafen von New York nach Frankreich überführt, wo es am 23. September 1944 landete.
Das Bataillon nahm an den Feldzügen im Rheinland, in den Ardennen, im Elsaß und in Mitteleuropa teil und stand am 14. August 1945 in Schongau in Deutschland. Am 13. Oktober 1945 kehrte es über Hampton Roads (Virginia) zurück und wurde in Camp Patrick Henry in Virginia inaktiviert und ebenso aus der 10th Armored Division ausgegliedert.

### 11th Cavalry Group (Mechanized)
Die HHT (Headquarters and Headquarters Troop), 11th Cavalry Regiment wurde am 19. April 1943 in HHT, 11th Cavalry Group, umbenannt und am 5. Mai 1943 in Camp Anza (Kalifornien) aktiviert. Zu dieser Zeit waren ihr die 36th Cavalry Reconnaissance Squadron und die 44th Cavalry Reconnaissance Squadron angegliedert. Die Gruppe verlegte dann am 31. Januar 1944 nach Fort Bragg in North Carolina und am 15. März 1944 nach Atlantic Beach in Florida für Übungen in amphibischer Kriegsführung. Sie verlegte dann am 1. Juni 1944 nach Camp Gordon und verließ am 29. September 1944 den Hafen von New York zur Überführung nach England, wo sie am 10. Oktober 1944 ankam. Am 26. November 1944 landete sie in Frankreich. Sie verlegte am 8. Dezember 1944 in die Niederlande und kam am 12. Dezember 1944 an die Front in Deutschland, um den Abschnitt an der Rur zu verteidigen. Die Gruppe kam am 3. Februar 1945 erneut in die Niederlande und überschritt die deutsche Grenze am 3. Februar 1945 zum zweiten Mal an der linken Flanke der 84th Infantry Division. Sie bezog anschließend am 12. März 1945 eine Verteidigungslinie entlang des Rheins in der Nähe von Düsseldorf unter dem XIII Corps. Am 1. April 1945 überquerte die Gruppe bei Wesel den Rhein, die Nordflanke des XIII Corps abschirmend, und kämpfte in der Schlacht um Munster und bei der Einnahme der Brücke in Ricklingen über die Leine. Während des Feldzugs in Nordwesteuropa diente Troop B der 44th Cavalry Reconnaissance Squadron mechanisierte Eskorte und Sicherheitskraft für das Hauptquartier von General Dwight D. Eisenhower, dem Oberkommandierenden des SHAEF. Im August 1945 befand sich das Hauptquartier der 11th Cavalry Group in Groß Ilsede in Deutschland.
HHT, 11th Cavalry Group wurde am 1. Mai 1946 reorganisiert zur HHT, 11th Constabulary Regiment. Während dieser Zeit befand sich das Regimentshauptquartier in Regensburg. Als Constabulary-Einheit war das 11th Constabulary Regiment zu Patrouillen und zur Durchsetzung der Strafverfolgung und Aufrechterhaltung der öffentlichen Ordnung im besetzten Deutschland eingesetzt. Das HHT 11th Constabulary Regiment wurde schließlich am 30. November 1948 reorganisiert und umbenannt in HHC, 11th Armored Cavalry Regiment.

### 11th Tank Group
Die HHT, 11th Tank Group wurde am 19. Juli 1943 innerhalb der National Army gegründet. Sie wurde am 28. Juli 1943 als eigenständige Gruppe in Fort Campbell in Kentucky aktiviert und am 5. Dezember 1943 als HHC, 11th Armored Group, reorganisiert. Während des Zweiten Weltkriegs dienten Panzergruppen wie die 11th Tank Group als administrative Hauptquartiere für die zahlreichen eigenständigen Panzerbataillone auf dem europäischen Kriegsschauplatz. Am 1. Mai 1946 wurde die HHC, 11th Armored Group umgebildet und umbenannt in HHT, 1st Constabulary Regiment, und am 20. September 1947 in Deutschland außer Dienst gestellt.

### 11th Armored Cavalry Regiment
Die Wiederaufstellung und Organisation des 11th ACR wurde am 30. Dezember 1948 abgeschlossen durch die Wiederherstellung und Reorganisation von Teilen des 11th Cavalry Regiment und des HHT, 1st Constabulary Regiment. Das HHT-1st Constabulary Regiment wurde am 30. November 1948 umgebildet und umbenannt sowie in das 11th ACR als HHT, 3rd Battalion, 11th ACR eingegliedert. Das 11th Tank Battalion folgte am 8. Januar 1951. Das 95th Tank Battalion wurde am 1. Oktober 1958 in das 3rd Battalion, 11th ACR, integriert. Die Air Troop wurde am 20. März 1972 in Vietnam inaktiviert, die 2d Squadron ebenso am 6. April 1972 in Vietnam. Beide wurden am 17. Mai 1972 in Deutschland wieder aktiviert. Im Zeitraum um 1984 wurde der Air Troop vergrößert und zur 4th Squadron, auch als Combat Aviation Squadron bekannt.
Am 17. Juni 1986 wurde das 11th ACR in das Regimentssystem der United States Army eingereiht. Zwischen dem 15. Oktober 1993 und dem 15. März 1994 erfolgte die Inaktivierung in Deutschland. Am 16. Oktober 1994 erfolgte die Reaktivierung in Fort Irwin in Kalifornien, jedoch mit verringerter Stärke der 3d und 4th Squadron, der Luftverteidigungs- und Haubitzenbatterien, sowie der 1st und 2d Squadron.

## Deutschland (1957–1964)
Als Teil der Einheitenrotation innerhalb der Operation Gyroscope kam das 11th ACR im März 1957 in die Bundesrepublik Deutschland zur Überwachung entlang des Eisernen Vorhangs, wo es das 6th Armored Cavalry Regiment ablöste. Das Regimentshauptquartier und die 1st Squadron befanden sich in der Mansfield Kaserne bei Straubing, während die 2nd Squadron in Landshut und die 3rd Squadron in Regensburg stationiert waren. Die Überwachungseinsätze des Regiments fanden entlang der deutsch-tschechoslowakischen Grenze statt. 1964 kehrte das 11th ACR in die Vereinigten Staaten zurück, um zwei Jahre später in den Krieg in Vietnam verwickelt zu werden.

## Vietnam (1966–1972)

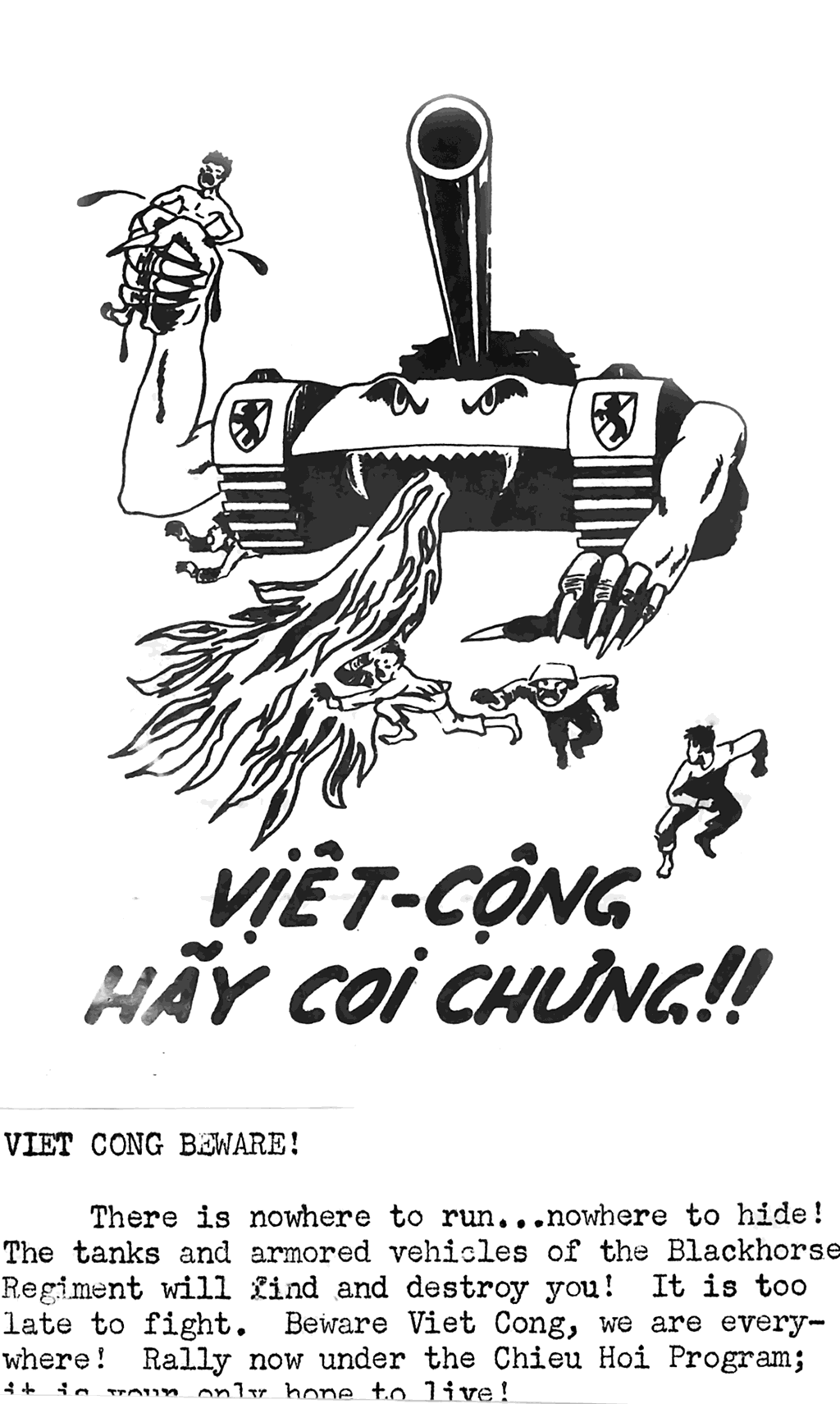
Propagandaflugblatt mit einem Panzer des 11th ACR, das Kräfte des Vietcong und der Armee von Nordvietnam zum Überlaufen aufforderte

Nach der Rückkehr in die USA war Fort Meade in Maryland die Heimat des Regiments, wo es in Manöver und Unterstützungseinsätze eingebunden war, wie beispielsweise die Teilnahme an der Amtseinführung des Präsidenten der Vereinigten Staaten und Unterstützung für das Sommertraining des Reserve Officer Training Corps.
Als der Vietnamkrieg eskalierte, wurde das Blackhorse Regiment am 11. März 1966 für den Einsatz in Südostasien alarmiert. Das Regiment begann eine besondere Ausbildung für die Aufstandsbekämpfung. Bei der Stärke- und Ausrüstungsnachweisung wurde ein Schwerpunkt auf modifizierte MTW des Typs M113 gelegt. Zwei Maschinengewehre des Typs M60 mit einem Schutzschild wurden an den Vorder- und Rückseiten der Fahrzeuge montiert. Eine Kombination aus runden und flachen frontalen Schutzschilden wurde um das Browning M2 MG an der Kommandantenluke angebracht. Hierdurch wurde das M-113 Armored Cavalry Assault Vehicle geschaffen, von den GIs in Vietnam ACAV abgekürzt, eine von den Angehörigen des 11th ACR geprägte Bezeichnung.
Durch die vom Regiment vorgenommenen Modifizierungen wurde der Einsatz des ACAV nun dem des mittleren Panzers M48 „Patton“ vorgezogen. Vollständig ersetzt wurde der bis dahin in Aufklärungsschwadronen eingesetzte M114, der eher für Einsätze in Europa oder den Continental United States geeignet war. Der M114 war seit 1962 in Vietnam im Einsatz, wurde aber 1964 wegen seiner Unzulänglichkeit und oftmals katastrophalen Leistungen zurückgezogen. Während des Krieges blieben die Panzerkompanien mit ihren M48-Panzern in jeder Schwadron gleich. 1968 empfahl George S. Patton IV (Sohn des Weltkriegsgenerals George Patton) als Kommandeur des 11th ACR in Südvietnam gegenüber General Creighton W. Abrams, dass eine Schwadron jeder Division und die übrigen unter dem Kommando des MACV mit dem neuen leichten Panzer M551 Sheridan zum Test im Kampfeinsatz ausgestattet werden sollten. General Abrams stimmte zu, und im Januar 1969 wurden M551 Sheridan der 3rd Squadron 4th Armored Cavalry und der 1st Squadron 11th Armored Cavalry zugewiesen. Wegen Differenzen zwischen der Organisation der Kavallerieschwadronen auf Regiments- und Divionsebene wurden die Sheridans in der 1st Sqdn 11th ACR den ACAV-Truppen zugeordnet, wo sie in jedem Platoon drei M113 ACAV ersetzten (die Panzerkompanie der Schwadron blieb unberührt) und in der 3rd Squadron, 4th Cavalry Regiment, die M48A3-Panzer vollständig ablösten.
Obwohl der Einsatz der Sheridans bei der letztgenannten Einheit binnen eines Monats nach ihrer Einführung beinahe zum Desaster geführt hätte (ein Panzer wurde von einer Mine zerstört), hatte die 1st Sqdn 11th ACR umgekehrt mehr Glück. So wurden während eines Gefechts am 23. Januar 1969 rund 80 feindliche Soldaten getötet. Insgesamt war die Armee mit dem Sheridan-Panzer zufrieden, und bis Ende 1970 waren über 200 M551 in Südvietnam im Einsatz. Während bis 1970 alle ACR-Schwadronen der US Army mit dem M551 ausgestattet waren, ebenso drei US-Panzerbataillone (1/69th, 2/34th, und 1/77th Armor), behielten alle ihre M48A3 „Patton“ mit 90-mm-Kanone. Nur die M48, ebenso die Centurions der Australian Army und die M41 Walker Bulldog der südvietnamesischen Armee, konnten sogenannte thunder runs durchführen, mit dem Abfeuern aller Waffen während des Fahrens auf einer Straße. Während der ACAV keine Kanone besaß, verhinderte der hohe Rückstoß der 152-mm-Kanone des M551 seine Verwendung beim Abfeuern von Breitseiten bei der Fahrt auf Straßen. Die tägliche Sicherung von Straßen durch thunder runs fiel somit zumeist den M48 des 11th ACR und den unterstützenden Panzereinheiten zu.

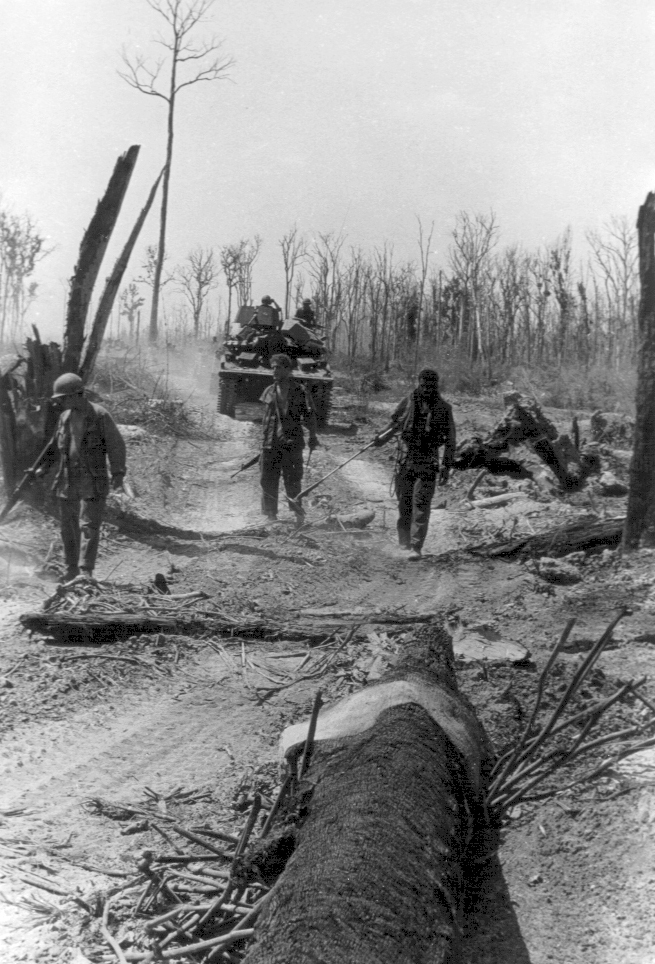
Pioniere beim Minenräumen in Kambodscha, unterstützt von einem M551 Sheridan des 11th ACR

Das Blackhorse Regiment kam am 7. September 1966 in Vũng Tàu in Südvietnam an und stand unter dem Kommando von Colonel William W. Cobb. Die Operation Hickory (7. bis 15. Oktober 1966) fügte dem Feind die ersten Verluste durch die 3rd Squadron und Teile der 919th Engineer Company in der Gegend von Phu Hoa zu.
„Atlanta“ war der Codename für die Einrichtung des Blackhorse Base Camp, die neue Heimat des 11th Armored Cavalry Regiment in Vietnam. Das Blackhorse Base Camp lag etwa 6 km südlich des Dorfes Xuan Loc und etwa 2 km südöstlich des Dorfs Long Goia. Saigon lag etwa 35 km westlich. Die Operation dauerte vom 20. Oktober bis 3. November 1966.
Das Buch Stanton’s Vietnam Order Of Battle führt folgende Standorte der Hauptquartiere des 11th ACR in Vietnam auf:

- Biên Hòa September 1966 – November 1966
- Long Binh Dezember 1966 – Februar 1967
- Blackhorse Base Camp/Xuan Loc März 1967 – Januar 1969
- Lai Khê Februar 1969
- Long Giao März 1969 – September 1969
- Bien Hoa Oktober 1969 – Juni 1970
- Di An Juli 1970 – März 1971

Von Januar bis zum 18. Mai 1967 nahm das Regiment an drei größeren Search-and-Destroy-Operationen teil. Diese Operationen wurden später auch als Reconnaissance-in-force-Operationen (RIF) bezeichnet. Die erste dieser Operationen begann am 8. Januar 1967 als Operation Cedar Falls. Sie wurde bis zum 24. Januar 1967 fortgesetzt. Die 1st und 2nd Squadron operierten im berüchtigten Eisernen Dreieck nahe Ben Cat, wobei sie die Search-and-Destroy-Taktik verwendeten und mit dem Durchsuchen und Abriegeln sowie der Absicherung bei Angriffen auf nachfolgende Ziele beschäftigt waren.
Die Operationen Junction City I und II schlossen die 1st und 3rd Squadron ein. Sie begann am 18. Februar 1967 und dauerte bis zum 15. April 1967. Diese Operation führte beide Schwadronen zu den Hauptquartieren des kommunistischen Central Office for South Vietnam (COSV), von denen man annahm, dass sie in der Provinz Bình Dương liegen würden. Das Ziel war, diese Hauptquartiere zu zerstören. Der Einsatz wurde gemeinsam mit der 1st Australian Task Force ausgeführt und Kommunikationslinien und Feuerunterstützungsbasen gesichert. Außerdem wurden umfangreiche RIF-Operationen ausgeführt.
Am 23. April 1967 begann die dritte Operation unter der Bezeichnung Operation Manhattan als Vorstoß in Long Nguyen Secret Zone, ausgeführt von der 1st und 2nd Squadron. Diese Zone war das lange vermutete regionale Hauptquartier des Vietcong. In einer Reihe von RIF-Operationen wurden 60 Tunnelkomplexe enttarnt. 1884 Befestigungen wurden zerstört. 621 Tonnen Reis wurden während dieser Operationen in Sicherheit gebracht. Die Operation Manhattan endete am 11. Mai 1967.
Beginnend im April 1967, war das Regiment bis zum 21. März 1967 zur Sicherung und Befriedung des Distrikts Long Khánh eingesetzt. Dieser einjährige Einsatz wurde Operation Kittyhawk genannt. Er hatte drei Ziele: Den Vietcong vom Stören des Verkehrs auf den wichtigen Straßen abzuhalten, die vietnamesische Bevölkerung mit medizinischer Unterstützung im Rahmen der Programme MEDCAP und DENTCAP zu versorgen und schließlich mit RIF-Operationen den Gegner niederzuhalten und es ihm unmöglich zu machen, Angriffe zu starten.
Von Sommer bis Winter 1967 wurde das Regiment von Colonel Roy W. Farley geführt. Die Operationen Emporia I und II bestanden im Freihalten der Straßen mit begrenzten RIF-Einsätzen durch die 1st und 3rd Squadron im Distrikt Long Khánh. Operation Valdosta I und II waren eine Operation in Regimentsstärke. Sie sollten Sicherheit an den Abstimmungsorten während der Wahlen bieten und als Reaktionskräfte gegenüber der Agitation des Vietcong dienen. So konnten 84,7 % der Wahlberechtigten im Distrikt Long Khánh ihre Stimme bei der ersten allgemeinen Wahl abgeben und 78 % bei der zweiten.
An der Operation Quicksilver nahmen die 1st und 2nd Squadron des 11th ACR teil. Ihr Zweck war die Sicherung der Transportwege für das logistische Personal der 101st Airborne Division zwischen den Provinzen Binh Long und Tây Ninh. Absperr-, Such- und RIF-Einsätze wurden ebenfalls ausgeführt.
Vom 21. Dezember 1967 bis 21. Januar 1968 lief die Operation Fargo in Regimentsstärke in den Provinzen Binh Long und Tây Ninh mit RIF-Einsätzen, wobei die Straße Nr. 13 erstmals für den militärischen Verkehr geöffnet werden konnte.
Im Frühjahr 1968 führte die Tet-Offensive zum größten gegnerischen Angriff, koordiniert vom Vietcong und der nordvietnamesischen Armee, während des gesamten Krieges. Der Beginn der Offensive fiel mit dem vietnamesischen Neujahrsfest zusammen.
Am 31. Januar 1968 begann für das 11th ACR die Operation Adairsville. Durch die II Field Force HQs erfolgte die Aufforderung zur umgehenden Umgruppierung in das Gebiet von Long Binh und Bien Hoa, um die dortigen von der Tet-Offensive bedrohten Einrichtungen zu entsetzen. Um (2:00 pm) wurde die 1st Squadron angewiesen, von ihrer Position südlich der Michelin Rubber Plantation zum II Field Force HQ zu verlegen. Die 2nd Squadron verlegte von ihrer Position nördlich der Plantage zum Kriegsgefangenenlager des III Corps, wo man die Befreiung des Lagers durch feindliche Soldaten befürchtete. Die 3rd Squadron verlegte von An Lộc zum Hauptquartier des 3. Korps der südvietnamesischen Armee. Es dauerte nur 14 Stunden vom ersten Alarm bis zum Beziehen der neuen Positionen.

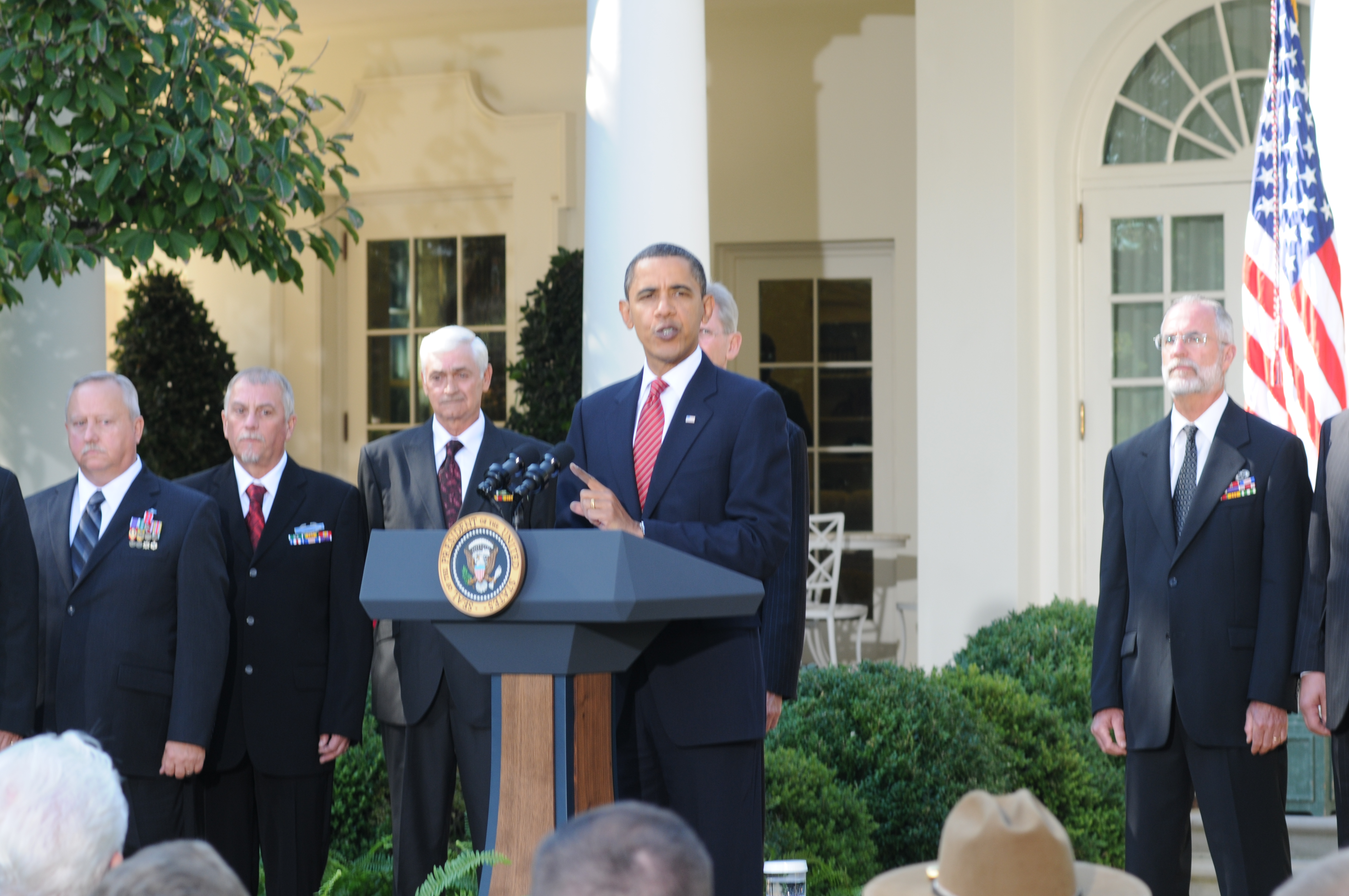
Veteranen des A Troop bei der Auszeichnung durch US-Präsident Obama im Oktober 2009.

Die Sicherheitsoperation im Gebiet von Long Binh und Bien Hoa und um das Blackhorse Base Camp durch die 1st und 2nd Squadron wurde als Operation Alcorn Cove ab dem 22. März 1968 fortgesetzt. Diese gemeinsame Operation mit der 18. und der 25. südvietnamesischen Division war sowohl durch Sicherungs- als auch durch RIF-Einsätze bestimmt. Die Operation Toan Thang war eine Erweiterung von Alcorn Cove und bezog auch die 1st und 25th Infantry Division ein.
Der K Troop war Teil der 3rd Squadron und als „Killing K Troop“ bekannt. Der Spitzname der 3rd Squadron war „Workhorse“. Kurz nach ihrer Ankunft in Vietnam stand die 3rd Squadron erstmals im Gefecht mit dem Vietcong. Für diesen Zeitabschnitt erhielt sie die Meritorious Unit Citation.
Durch die Tet-Offensive 1968 erhielt die Schwadron erstmals die Gelegenheit, die feindlichen Truppen im offenen Kampf zu bekämpfen. In Biên Hòa drängte die 3rd Squadron den Gegner aus dem Gebiet in der Nähe des HQ des III Corps zurück. Seine Aktion erwies sich als entscheidend beim Zurückschlagen der feindlichen Offensive.
Am 20. Oktober 2009 verlieh US-Präsident Barack Obama im Beisein von Veteranen von Troop A die Presidential Unit Citation für Tapferkeit im Kampf entlang der Grenze zu Kambodscha am 26. März 1970.
John Bahnsen, einer der höchstdekoriertesten amerikanischen Veteranen des Vietnamkriegs, diente mit dem 11th ACR in Vietnam und kommandierte zuerst den Air Cavalry Troop des Regiments und später die 1st Squadron.

## Deutschland (1972–1994)

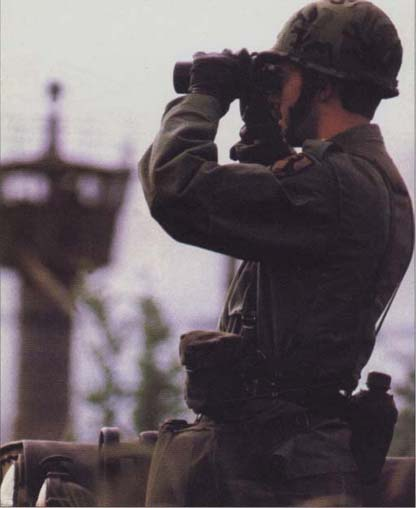
Soldat des 11th ACR im Dienst an der innerdeutschen Grenze

Während der Verringerung der amerikanischen Truppen in Vietnam im Frühjahr 1972 wurde das 11th ACR noch in Vietnam schrittweise inaktiviert (Air Troop am 20. März 1972, 2d Squadron am 6. April 1972). Anschließend wurde es in Deutschland wiederaktiviert (Air Troop und 2d Squadron am 17. Mai 1972) durch Umflaggung des bestehenden 14th Armored Cavalry Regiment. Die Aufgabe des Regiments war insbesondere der Patrouillendienst an der innerdeutschen Grenze im sogenannten Fulda Gap.
Das Hauptquartier des Regiments sowie der Standort der 1st Squadron (Beiname „Ironhorse“) befanden sich in Fulda im östlichen Hessen in den dortigen Downs Barracks. Die 2nd Squadron (Beiname „Eaglehorse“) war in den Daley Barracks in Bad Kissingen in Bayern stationiert, die 3rd Squadron (Beiname „Workhorse“) in den McPheeters Barracks im osthessischen Bad Hersfeld. Das Sickels Army Airfield nahe dem Fuldaer Stadtteil Sickels war Standort der 4th Squadron (Beiname „Thunderhorse“). 1985 wurde in Fulda weiterhin die Combat Support Squadron (Beiname „Packhorse“) aktiviert. Entlang der Grenze verfügte das 11th ACR über mehrere Beobachtungsstützpunkte (Observation Posts). Die 1st Squadron betrieb Observation Post Alpha bei Rasdorf, die 2nd Squadron Camp Lee bei Wollbach sowie Observation Post Tennessee (ursprünglich Observation Post Sierra) bei Fladungen-Brüchs, die 3rd Squadron Observation Post Romeo bei Wildeck-Bosserode und Observation Point India bei Ringgau-Lüderbach. In den späten 1980er Jahren unterhielt die 4th Squadron in Fulda die erste air assault school der US-Truppen in Europa, bekannt als Blackhorse Air Assault School.
Nach dem Zerfall der Sowjetunion im Dezember 1991 beendete das Regiment seinen siebzehnjährigen Dienst entlang des Eisernen Vorhangs. Am 10. April 1991 verlegte das Regiment eine Task Force in die Türkei für die Operation Provide Comfort, eine Hilfsoperation für Kurden im Irak. Im darauffolgenden Monat verlegten alle drei Schwadronen des Regiments mit der Unterstützungsschwadron, nach Kuwait, wo sie innerhalb der Operation Positive Force Kuwait schützten und den Wiederaufbau absicherten. Im Oktober 1991 kehrte das Regiment nach Erfüllung seiner Aufträge in der Türkei und in Kuwait nach Fulda zurück. Da die Notwendigkeit für amerikanische Truppen in Europa sank, wurde das „Blackhorse Regiment“ in einer Zeremonie am 15. Oktober 1993 inaktiviert, und die verbleibenden Truppen verließen im März 1994 Deutschland.

## National Training Center (seit 1994)
Reaktiviert am 26. Oktober 1994, diente das 11th ACR nun zur Feinddarstellung als Opposing Force am National Training Center. Das Regiment stellt eine entschlossene feindliche Streitmacht dar, um US-Truppen und ihre Gliederungen in den Grundlagen von Armeeoperationen auszubilden. Als 2nd Brigade Tactical Group trainiert die Schwadron im National Training Center Task Forces von Brigaden und Bataillonen zehnmal abwechselnd im Jahr.

## Gliederung

### 1st Squadron
Die 1st Squadron (Beiname „Ironhorse“) wurde 1901 als Kavallerieschwadron im Fort Myer in Virginia aufgestellt. Die Einheit diente auf den Philippinen, in Mexiko, Europa und Vietnam. Sie ist heute ein Panzerbataillon und ist eines der beiden Gefechtsverbände des 11th ACR. Der Verband besteht aus einem Headquarters and Headquarters Troop (HHT), vier Kompanien (A, B, C als Kavallerietruppen gekennzeichnet, D als Panzerkompanie) und eine Luftabwehrbatterie (I), mit einer Gesamtstärke von 587 Soldaten. Die 1st Squadron ist mit Zieldarstellungs-Fahrzeugen für den OPFOR-Einsatz (OPFOR Surrogate Vehicle) ausgestattet. Sie verwendet den auf dem Chassis des M113 basierenden M901 ITV mit dem Turm des M2/M3 Bradley, um den sowjetischen bzw. russischen Schützenpanzer BMP-2 darzustellen. In neuerer Zeit wurde sie mit dem OSTS-MBT (OPFOR Surrogate Training System-Main Battle Tank) ausgestattet, das dem OPFOR Surrogate Vehicle ähnlich ist und ein breites Spektrum von gegnerischen Panzern darstellen kann. Mit dieser Ausrüstung und Konfiguration erfüllt die Schwadron die eine ihrer beiden Hauptaufgaben als OPFOR zur Feinddarstellung während zehn Kampftrainingeinsätzen des FORSCOM pro Jahr. Die zweite Aufgabe ist der Kampfeinsatz als Panzerbataillon bei dringenden Einsätzen weltweit. Hierfür ist die Schwadron mit Kampfpanzer M1 Abrams ausgestattet.
Unter dem Befehl von Lieutenant Colonel Hennisse trainierten die 1st Squadron mit ihren etwa 400 Soldaten neun Monate, bevor sie als erste Schwadron für den ersten Einsatz des Regiments auf die Philippinen verlegt wurde. Nach ihrer Ankunft im Januar 1902 patrouillierten Troop A und D Samar, wo das Regiment erstmals im Kampf stand.
1905 verlegte das Regiment nach Fort Des Moines in Iowa. 1906 kam das Regiment, mit Ausnahme der in Des Moines verbleibenden 1st Squadron, als Teil der „Befriedungsarmee“ von US-Präsident Theodore Roosevelt nach Kuba. 1909 wurde die 1st Squadron mit dem Rest des Regiments in Fort Oglethorpe in Georgia wieder vereinigt.
Am 12. März 1916 erhielt das Regiment Befehl, sich der Mexikanischen Expedition unter General John J. Pershing anzuschließen und erreichte Mexiko am 21. März 1916. Später kam die 1st Squadron mit einem Ritt von 22 Stunden den in Parral belagerten US-Truppen zu Hilfe.

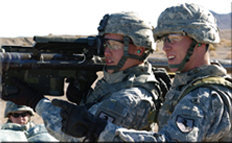
Soldaten der India Battery ADA, 1st Squadron, 11th ACR beim Abfeuern von Stinger-Raketen in Fort Irwin

Während des Ersten Weltkriegs wurde das 11th Cavalry Regiment nicht verlegt. In dieser Zeit erfüllte die 1st Squadron Hafenoperationen in Newport News in Virginia. Nach dem Waffenstillstand wurde das Regiment auf der Presidio of Monterey in Kalifornien stationiert. Durch die Reorganisation der US Army im Zweiten Weltkrieg wurde die Pferdekavallerie 1940 abgeschafft, und die 1st Squadron tauschte „Sattel und Hufeisen“ gegen „Ketten und Stahl“. Am 15. Juli 1942 wurde das Regiment inaktiviert. Mannschaften und Ausrüstung der früheren 1st und 2nd Squadron wurden zum neuformierten 11th Tank Battalion zusammengeschlossen, das später während der Ardennenoffensive kämpfte.
Am 1. April 1951 wurde das Regiment im Rahmen des Aufbaus der US-Streitkräfte im Koreakrieg als 11th Armored Cavalry Regiment reaktiviert. Es diente in Fort Carson (Colorado) und Fort Knox (Kentucky), bevor es nach Deutschland verlegte, um das 6th ACR entlang der Grenze zur Tschechoslowakei zu ersetzen.
Im Juli 1964 wurde die 1st Squadron, wie das gesamte Regiment, nach Fort Meade in Maryland verlegt. 1966 verlegte das Regiment nach Vietnam. Die 1st Squadron wurde zweimal mit dem Valorous Unit Award und dreimal mit dem Tapferkeitskreuz der Republik Vietnam ausgezeichnet, außerdem mit der Presidential Unit Citation. Während des Vietnamkriegs erhielt das 11th ACR die Erlaubnis zum Tragen seines Einheitsabzeichens. Am 20. Oktober 2009 zeichnete US-Präsident Barack Obama den Alpha Troop der 1st Squadron mit der Presidential Unit Citation aus, in Würdigung eines Rettungseinsatzes am 26. März 1970.
Im Februar 1971 wurde die 1st Squadron inaktiviert und dann im Mai 1972 in Deutschland in den Downs Barracks in Fulda reaktiviert.
Während des Vietnamkrieges betrieb die 1st Squadron Camp Colt ein Scout-Trainingslager für Reservisten, die sich zum aktiven Dienst meldeten. Im Anschluss an die Operation Desert Storm verlegte das Regiment zur Unterstützung der Operation Positive Force von Juni bis September 1991. Die 1st Squadron wurde wie der Rest des Regiments im März 1994 in Fulda deaktiviert.

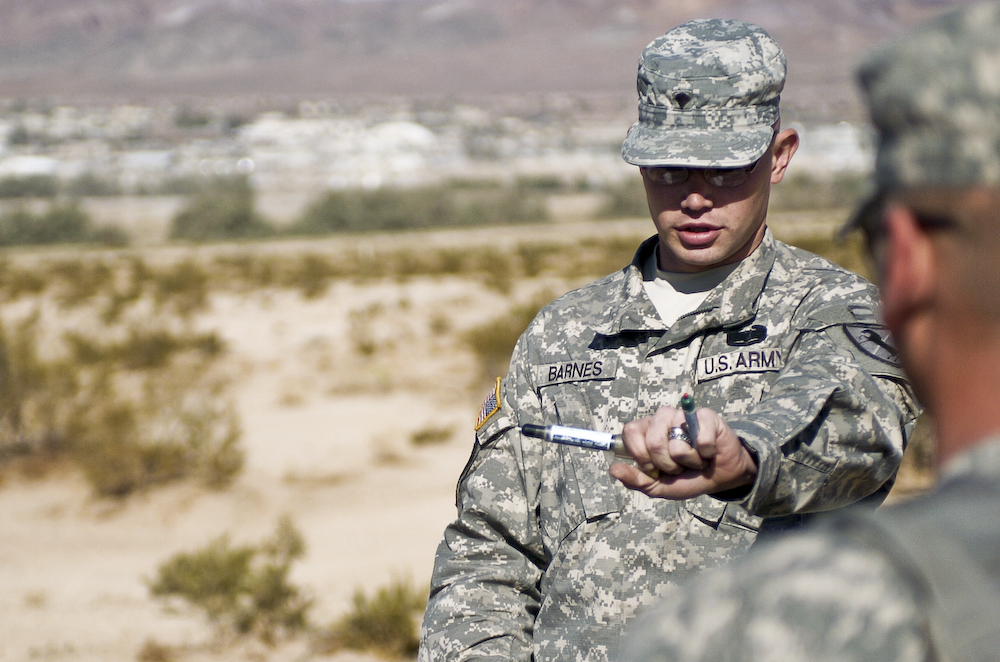
Soldaten der 1st Squadron beim Training in Fort Irwin

Das bisherige 1/63rd Armored Regiment in Fort Irwin in Kalifornien wurde im Oktober 1994 zur 1st Squadron, 11th Armored Cavalry Regiment, umgeflaggt, mit dem Auftrag der Feinddarstellung der OPFOR im National Training Center.
Am 30. Januar 2005 verließ die 1st Squadron Fort Irwin in Richtung Irak. Nach drei Wochen in Kuwait verlegte die Schwadron in das Camp Taji in den Außenbezirken von Bagdad. Die Schwadron wurde zum Patrouillendienst im Sektor von Adhamiyah, einem Vorort von Bagdad gleich nördlich von Sadr City, abgeordnet. Außerdem bildete sie Einheiten der Irakischen Streitkräfte aus, die den Sektor endgültig übernehmen sollten.
Am 21. Mai 2005 verließ die Schwadron Camp Taji zur Verlegung ins Camp Liberty, einen der zahlreichen Stützpunkte um den Flughafen Bagdad. Ihre neue Aufgabe war der Patrouillendienst im Sektor von Abu Ghraib, westlich von Bagdad, und die Sicherung des Perimeters um das Abu-Ghraib-Gefängnis.
Im Sektor von Abu Ghraib nahm die 1st Squadron zusammen mit der 256th Infantry Brigade der Nationalgarde von Louisiana an der Operation Thunder Cat teil, um dort Zellen von Aufständischen, die Sprengfallen einsetzten, zu zerschlagen. Während dieser Operation entdeckte die 1st Squadron fünf einzelne Waffenlager, nahm vier Aufständische gefangen und entdeckte 2.000 $ in amerikanischer Währung.
Am 22. Januar 2006 verlegte die Schwadron zurück nach Fort Irwin, wo sie ihre OPFOR-Aufgaben für das National Training Center fortsetzte. Während ihrer Abwesenheit wurden ihre Aufgaben dort von der 1st Squadron, 221st Cavalry, Nationalgarde von Nevada übernommen.

### 2nd Squadron
Die 2nd Squadron (Beiname „Eaglehorse“) ist Bestandteil der Opposing Force im National Training Center, wo ihre Aufgabe im Durchführen von simulierten Kampfhandlungen gemäß den veröffentlichten Militärdoktrinen besteht. Als 2nd Brigade Tactical Group stellt es eine feindliche Streitmacht dar, die US-Truppen in den Grundlagen der Air-Land-Battle-Doktrinen ausbildet und sämtliche battlefield operating systems (BOS) überprüft. Das Regiment trainiert in Fort Irwin Task-Forces von Brigaden und Bataillonen innerhalb von zehn Rotationen jährlich. Zwischen diesen Einheitenrotationen führt es außerdem Ausbildung im Combatschießen auf der Ebene der Platoons und Bradley-Besatzungen durch.

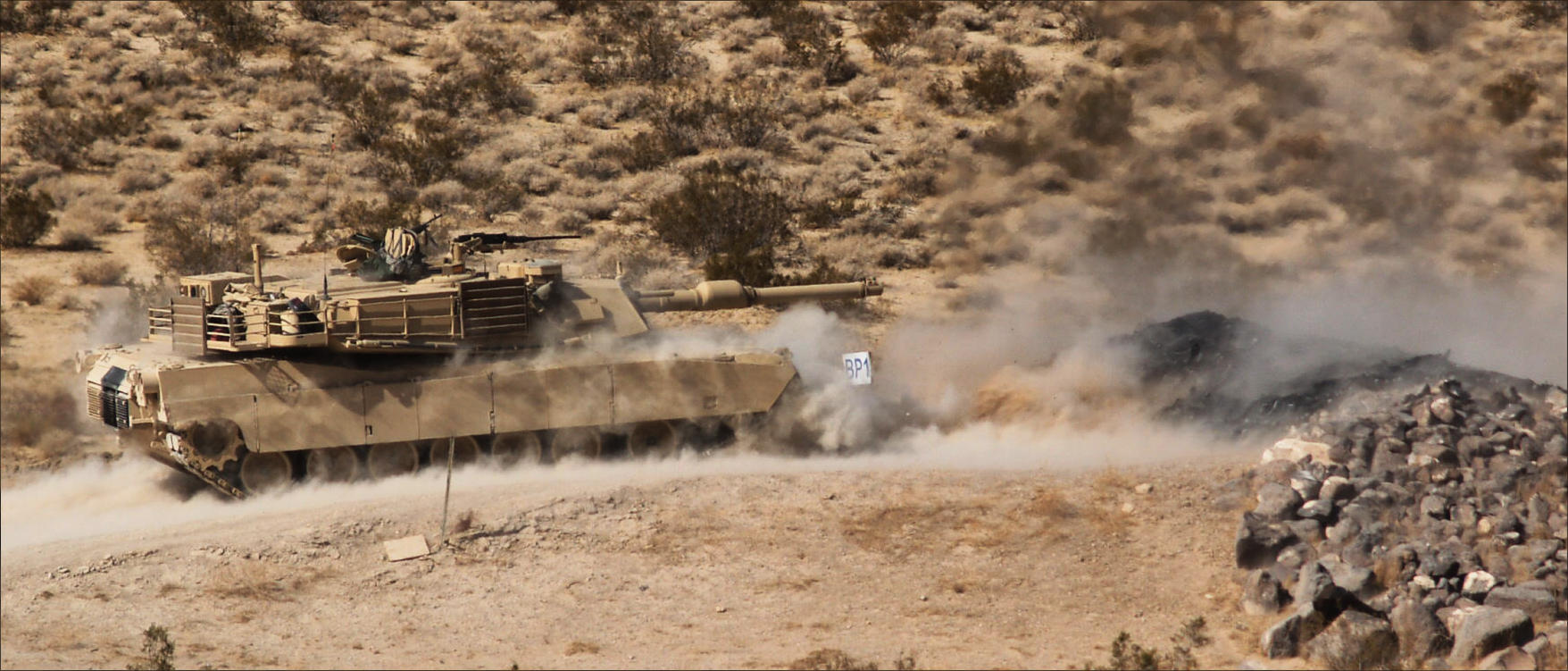
M1A1 Abrams der Havoc Company beim Übungsschießen in Fort Irwin, 2012

Der OPFOR-Einsatz begann mit der Inaktivierung des 1st Battalion (Mechanized), 52d Infantry, und mit der Reaktivierung der 2nd Squadron durch Umflaggung der existierenden Einheit.
Die 2nd Squadron wurde ursprünglich am 2. Februar 1901 in Fort Myer in Virginia aktiviert und sah Einsätze auf den Philippinen, in Mexiko, Europa und Vietnam sowie Unterstützungsaufgaben in Südwestasien. Im November 1901 verlegte sie wie das gesamte Regiment auf die Philippinen zur Niederschlagung der dortigen Aufständischen. Zur Erinnerung an diesen Einsatz wurden die Bolos in das Regimentswappen eingefügt. 1905 kam das „Blackhorse Regiment“ nach Fort Des Moines in Iowa.
Am 16. Oktober 1906 verlegte die 2nd Squadron nach Kuba, wo ihre Aufgabe als Teil der Interventionsstreitkräfte von Präsident Roosevelt in Patrouillen und in der Machtdemonstration bestand. Ebenso war sie ab dem 12. März 1916 Teil der Strafexpedition gegen Mexiko. Hier befehligte Major Robert L. Howze als kommandierender Offizier der 2nd Squadron den letzten berittenen Angriff am 5. Mai 1916.
Von 1919 bis 1942 überwachte das Regiment die Grenze zwischen den USA und Mexiko. Während seiner Stationierung auf der Presidio of Monterey erhielt es den Namen „Blackhorse“ und sein Regimentswappen.
Als berittenes Regiment wurde das 11th ACR am 15. Juli 1942 in Fort Benning in Georgia inaktiviert. Der Headquarters and Headquarters Troop wurde am 19. April 1943 zum Headquarters and Headquarters Troop, 11th Cavalry Group Mechanized umgewidmet. Die früheren Schwadronen des 11th Cavalry Regiment kämpften in Übersee mit der 10th Armored Division und der 90th Infantry Division. Dem HHT, 11th Cavalry Group Mechanized wurden die 36th und 44th Squadron unterstellt, und er erhielt außerdem einen Assault Gun Troop mit Haubitzenbatterien.
Nach Überwachungsdienst an der Südostküste der Vereinigten Staaten vom März bis 1. Juni 1944 verlegte die Gruppe nach Camp Gordon zur Ausbildung für den Einsatz in Übersee. Am 10. Oktober 1944 kam das Regiment in Großbritannien an und betrat am 23. November 1944 französischen Boden. Auf seinem Marsch durch Frankreich und Deutschland war es der Ninth US Army zugeordnet und dem XIII Corps zugeteilt, dessen Flanke es beim Vorstoß von der Rur zum Rhein sicherte.
Die 2nd Squadron war später wie die 1st Squadron in Vietnam eingesetzt und wurde nach ihrer erneuten Reaktivierung in Deutschland 1972 in den Daley Barracks (vor 1945 Manteuffel-Kaserne), wie auch schon die umgeflaggte 2nd Squadron des 14th ACR, in Bad Kissingen stationiert.

### 3rd Squadron

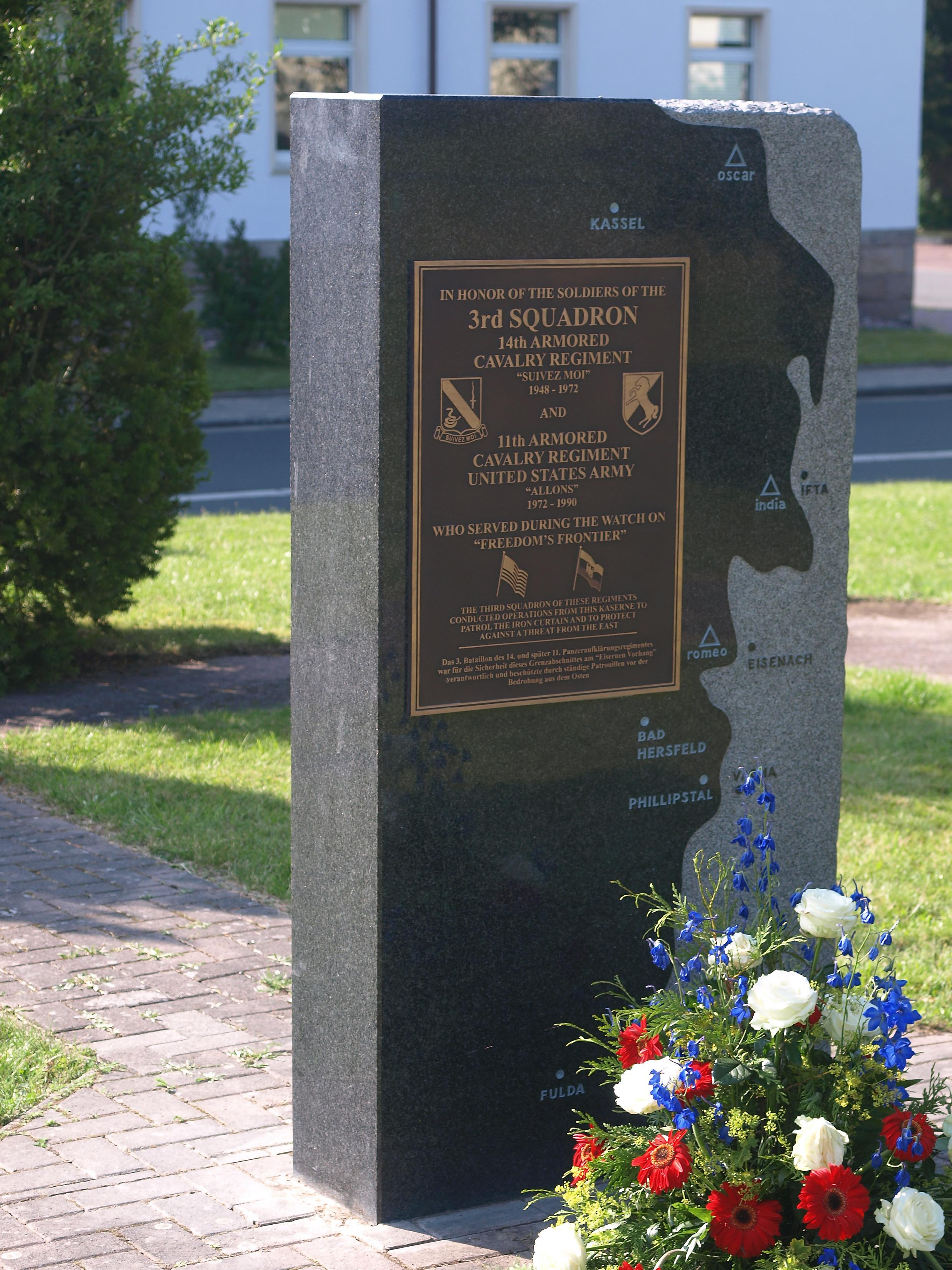
Gedenkstein für die 3rd Squadron vor den ehemaligen McPheeters Barracks in Bad Hersfeld.

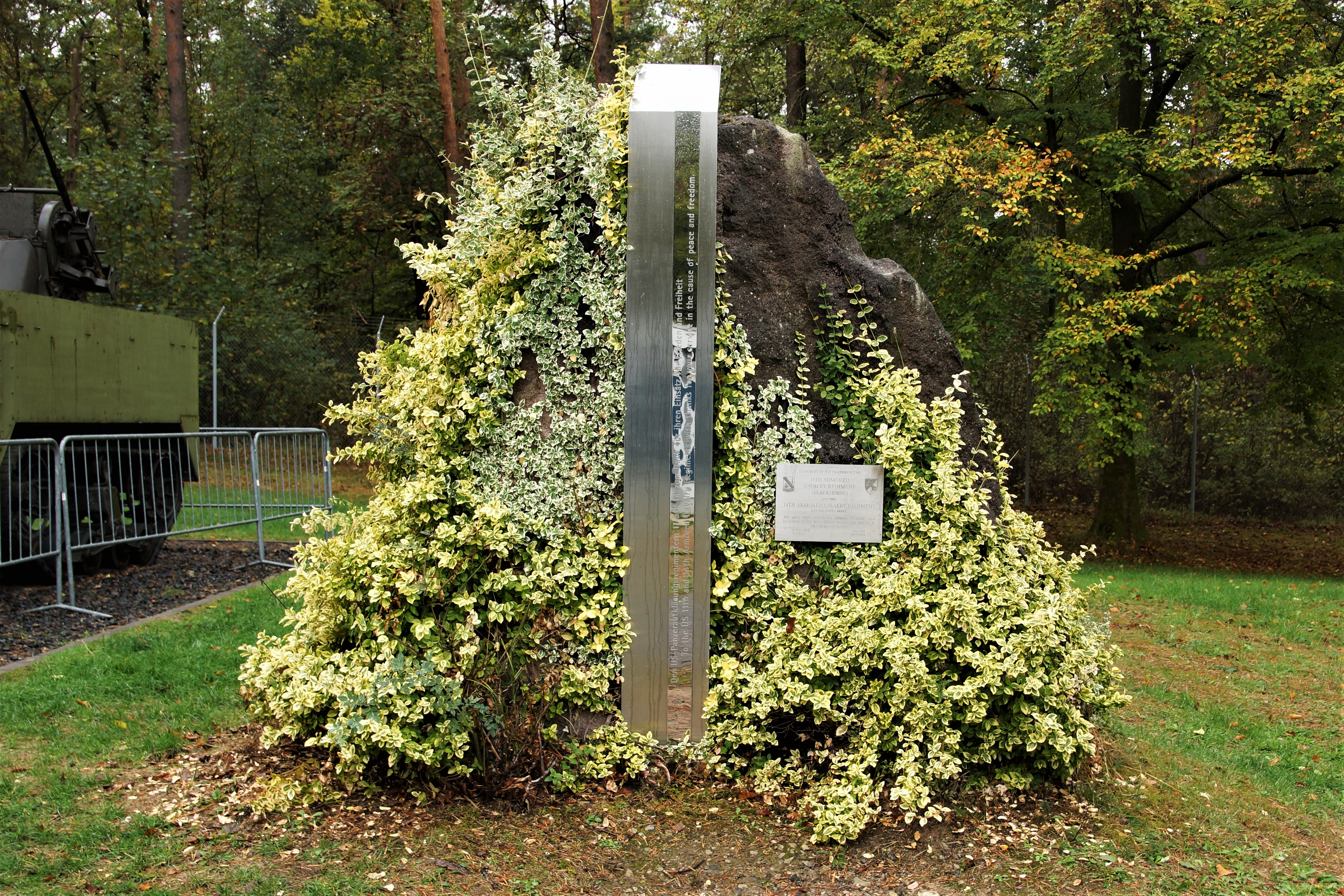
Gedenkstein beim Point Alpha bei Rasdorf

Nach dem Vietnamkrieg wurde die 3rd Squadron (Beiname „Workhorse“) in Deutschland in den McPheeters Barracks (vor 1945 Langemarck-Kaserne) in Bad Hersfeld, rund 40 km nördlich von Fulda, stationiert. Wie die beiden anderen Schwadronen war sie als gepanzerte Kavallerieschwadron organisiert. Ihr war auch die 58th Engineer Company angegliedert. Im Einsatz sollten diese angegliederten Einheiten in einem größeren Gebiet operieren, während kleinere Abteilungen die gepanzerten Kavallerieschwadronen des Regiments unterstützen sollten.

### 4th Squadron
Während das 11th ACR im September 1966 in Vietnam ankam, wurde der zugehörige Air Cavalry Troop (ACT) im Dezember des Jahres dorthin verlegt. Ausgestattet war es mit Hubschraubern der Typen Bell UH-1C (Gunship) und D. Anfang Januar 1967 flog es Kampfeinsätze zur Unterstützung des Regiments. Nach dieser Zeit bekam der ACT den Beinamen „Thunderhorse“ wegen des unverwechselbaren Rotorengeräusches seiner Hubschrauber und des Regimentsabzeichens.
Im Juli 1968 wurde der ACT zum Air Troop (AT) reorganisiert. Er verfügte über jeweils neun Kampfhubschrauber vom Typ Bell AH-1G „Cobra“ (bezeichnet als „Reds“) und Aufklärungshubschrauber vom Typ Hughes OH-6 „Cayuse“ (bezeichnet als „Whites“), die bei Zielsuch- und Zerstörungseinsätzen paarweise als „pinks“ flogen. Zum AT gehörte außerdem ein Aerial Rifle Platoon (ARP) (bezeichnet als „Blues“), die mit dem UH-1 „Huey“ (offiziell „Iroquois“) Infanterie- und Kavalleriespäher transportierten.
Der Air Troop wurde mit dem Verdienstkreuz der Republik Vietnam ausgezeichnet, das 1st platoon außerdem mit der Presidential Unit Citation. Zusätzlich erhielt ein Soldat des AT, SFC Rodney J. T. Yano, posthum die Medal of Honor verliehen. Am 20. März 1972 wurden die Luftverbände des Regiments deaktiviert und verließen Vietnam. Als das Regiment am 18. September 1972 reaktiviert wurde und am 18. September 1972 das inaktivierte 14th ACR ersetzte, wurde die neue Command and Control Squadron formiert. Ihr Standort war das Sickels Army Airfield bei Fulda-Sickels.
Die C&C Squadron hatte die Aufgabe der Luftaufklärung entlang eines Abschnitts von 385 km der Grenze zwischen den beiden deutschen Staaten. Sie bestand wie der Air Troop aus ihrem Hauptquartierteil mit drei UH-1H, 21 AH-1S (MOD), sowie 13 Bell OH-58 „Kiowa“. Hinzu kamen der Combat Aviation/Support Troop (CAT) mit 13 UH-1H, einschließlich eines Aerial Mine Platoon (AMP) und sechs OH-58A, der 58th Combat Engineer Company (CEC), der 340th Army Security Agency (ASA) und der 84th Army Band. Eine Abteilung von jeweils zwei OH-58A waren der 2nd Squadron in Bad Kissingen und der 3rd Squadron in Bad Hersfeld zugeordnet.
1981 gewann der Air Troop unter dem Kommando von Major Joseph W. Sutton den Draper Cavalry Award als erste fliegende Einheit. Unter dem Kommando von Major Michael K. Mehaffey wurde er außerdem als „Einheit des Jahres“ der Army Aviation Association of America’s (AAAA) anerkannt. Am 1. Juni 1982 wurde die Command and Control Squadron umbenannt zur Regimental Combat Aviation Squadron (RCAS), offiziell Combat Aviation Squadron (provisional), 11th Armored Cavalry Regiment, mit dem Beinamen „Lighthorse“.
Im Frühjahr 1984 erhielt der Air Troop erneut die Auszeichnung „Einheit des Jahres“ von der AAAA. Am 14. Juni desselben Jahres wurde die Bestandteile des AT und CAT gemäß der neuen Leitlinie Cavalry 86 des Department of the Army und der J-Series im neuen Modified Table of Organization and Equipment (MTOE, deutsch etwa: „Modifizierte Stärke- und Ausrüstungsnachweisung“) zur 11th Combat Aviation Squadron (11th CAS) mit dem Beinamen „Thunderhorse“ vereinigt, in Würdigung der Geschichte der vorherigen Luftkavallerietruppen. Die neue Schwadron verfügte über einen Headquarters and Headquarters Troop, zu dem ein Aircraft Maintenance Platoon (AVUM) mit dem Beinamen „Crazyhorse“ gehörte. Der Alpha Troop (Beiname „Miners“) sollte die Kampfführung aus der Luft unterstützen und führte Yosemite Sam in einer Kavalleristenuniform als Maskottchen. Der Bravo Troop war ein Angriffshelikoptertrupp und benutzte das alte Cobra-Abzeichen des AT und später eine Bulldogge als Erkennungszeichen. Der Charlie Troop, ebenfalls ein Angriffshelikoptertrupp, führte die Silhouette eines sowjetischen Flakpanzers vom Typ ZSU-57-2 im Fadenkreuz eines AH-1 als Symbol. Der Delta Troop war ein Luftkavallerietrupp mit dem Beinamen „Death Riders“ und benutzte einen Totenschädel nach Art des Jolly Roger vor rotem und weißem Hintergrund. Der Echo Troop, wiederum ein Luftkavallerietrupp, führte ein rot-weißes Abzeichen mit dem Buchstaben „E“ auf dem Profil eines AH-1 und OH-58. Der F Troop als Luftkavallerietrupp hatte als Abzeichen die Comicdarstellung eines AH-1, der auf einen sowjetischen Mil Mi-24 „Hind“ einschlägt, mit dem Motto “Grab ’em by the nose – kick ’em in the ass”. Die 511th Military Intelligence Company (MI/CEWI) (Beiname „Trojan Horse“) löste die 340th ASA ab. Die für den Nachschub verantwortliche S-4 section der Schwadron war unter dem Beinamen „Hobbyhorse“ bekannt.
Am 17. Juni 1986 wurde die Schwadron an das Regimentssystem der US Army angeglichen. Sie bestand nun aus HHT, N, O, P, Q, R S und AVUM Troop und setzte Hubschrauber der Typen Sikorsky UH-60 „Black Hawk“, Bell OH-58D „Kiowa“ und Boeing AH-64 „Apache“ ein. Am 9. November 1989 fiel die Berliner Mauer, und zum 1. März 1990 stellte die Schwadron ihre Einsätze entlang der innerdeutschen Grenze ein. Am 10. April 1991 erfolgte der Verlegungsbefehl von Fulda nach Diyarbakır in der Türkei zur Unterstützung der Operation Provide Comfort. Die „Task Force Thunderhorse“ verlegte 15 UH-60 und fünf OH-58D mit Besatzungen und Unterstützungsmannschaften nach Diyarbakır. In dieser Zeit wurde die 511th MI (CEWI) als beste militärische Nachrichteneinheit in Kompaniestärke innerhalb der US Army ausgezeichnet. Mit dem Zusammenbruch des Warschauer Paktes begann das Regiment zwischen dem 15. Oktober 1993 und dem 15. März 1994 mit der Deaktivierung der Einheit. Das Regiment wurde ohne die 3rd und 4th Squadron im Oktober 1994 in Fort Irwin reaktiviert.

### Support Squadron
Die Support Squadron, 11th ACR mit dem Beinamen „Packhorse“ leistet Unterstützungsdienste für das 11th ACR und die OPFOR-Einheiten am National Training Center und stellt die Verlegungen, Überlebensfähigkeit und Instandhaltung sicher.
Die Schwadron wurde am 17. September 1985 unter dem Kommando von Lt. Colonel Ronald Kelly in Deutschland aktiviert, um das Regiment bei seinem Patrouillendienst an der innerdeutschen Grenze zu unterstützen. Ihr offizieller Name war Combat Support Squadron (CSS). Der Beiname „Packhorse“ leitet sich ab von den früher in der US-Kavallerie verwendeten Packpferden ab, welche die Kavalleristen damals beim Einsatz begleiteten und alle wichtigen Nachschubgüter transportierten.
Die anfängliche Organisation der Support Squadron beinhaltete Headquarters and Headquarters Troop, Maintenance Troop, Supply and Transportation Troop, Medical Troop sowie das angegliederte 54th Chemical Detachment. Außerdem unterhielt sie das Regimental Material Management Center, das für den gesamten Nachschub und die Logistik des Regiments zuständig war. Teile der Schwadron waren sowohl in Fulda als auch in Wildflecken stationiert. Für eine Einheit in Bataillonsstärke war sie verhältnismäßig groß. So umfasste allein der Maintenance Troop rund 400 Soldaten. Die Support Squadron unterstützte sowohl die häufigen Übungen des Regiments im Kalten Krieg als auch die Schießübungen auf dem Truppenübungsplatz Grafenwöhr. Hier war die Schwadron für mehrere Wochen eingesetzt, während die Kavallerietruppen und Panzerkompanien nacheinander übten.

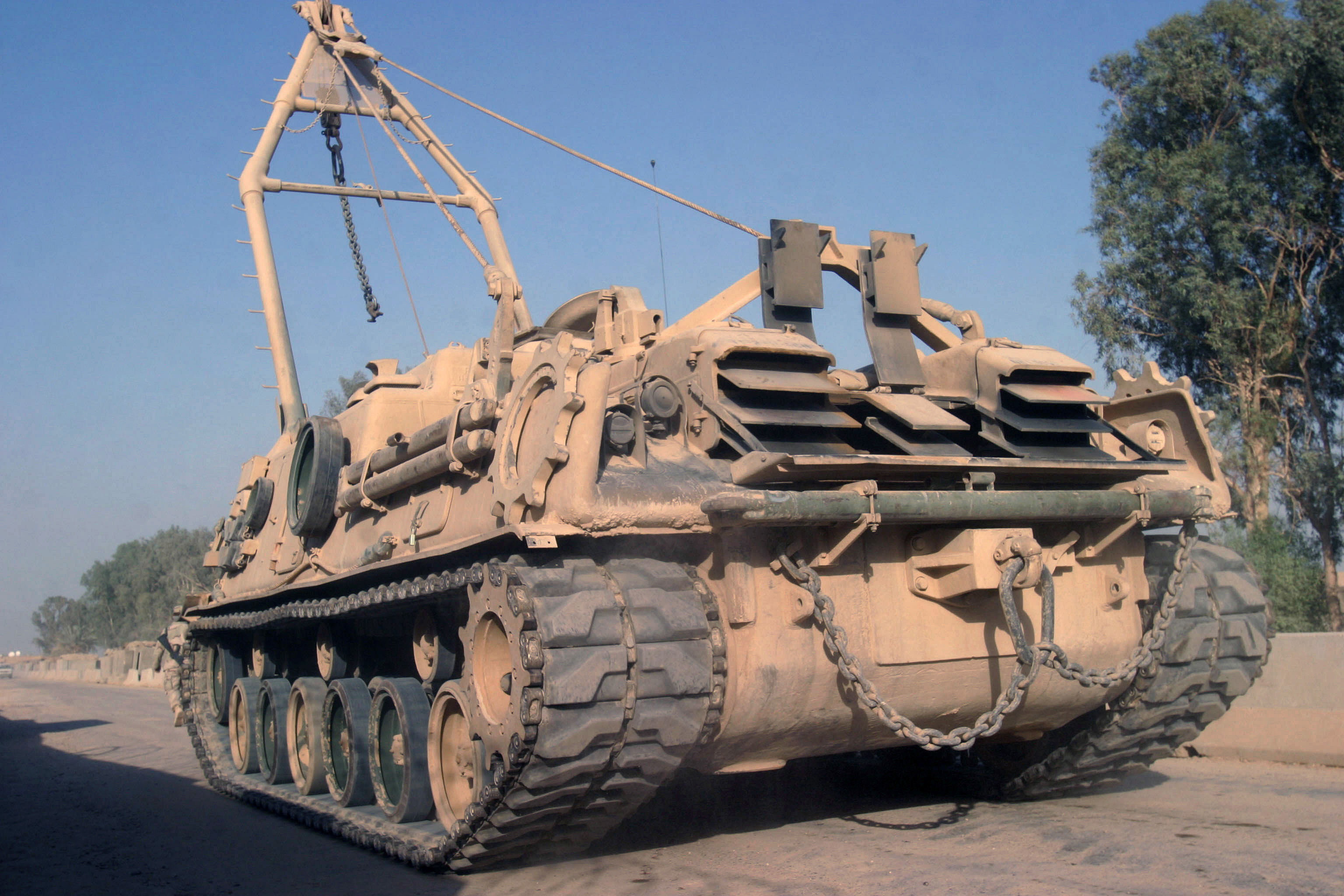
M88A1 des 11th ACR im Irak, 2005

Während des Kalten Krieges wurden CUCVs der Typen M1008, M1009 und M1010 eingesetzt, die in Spezialbehältern zumeist Kommunikations-, Sanitäts- und Instandhaltungsausrüstung transportierten. Hinzu kamen HEMTTs, Bergepanzer vom Typ M88, Tankwagen und Lastkraftwagen mit Ausrüstung zur chemischen Dekontamination. Zwei M939 beherbergten das Hauptquartier der Schwadron im Feld. Die Schwadron konnte auch hochspezialisierte Aufgaben erfüllen wie die Aufbereitung von Trinkwasser mit Aufbereitungsanlagen.
Mit der deutschen Wiedervereinigung am 3. Oktober 1990 und der Auflösung der Sowjetunion im Dezember 1991 endete die sechsjährige Präsenz der Schwadron am „Eisernen Vorhang“. Auf die irakische Invasion in Kuwait im August 1990 folgte der Zweite Golfkrieg. Am 16. Mai 1991 erhielt die Support Squadron den Verlegungsbefehl nach Kuwait, um die dort eingesetzten Teile des Regiments zu unterstützen. Im Oktober 1991 erfolgte die Rückkehr nach Fulda, wo die Schwadron am 15. Februar 1994 inaktiviert wurde, gefolgt vom gesamten Regiment am 15. März 1994.
Am 15. Oktober 1994 wurde die Schwadron im National Training Center reaktiviert. Sie gliedert sich in Headquarters and Headquarters Troop, Maintenance Troop sowie Supply and Transportation Troop. Außerdem unterhält sie eine kleine berittene Abteilung, das Fort Irwin 11th Armored Cavalry Regiment Mounted Color Guard, zur Traditionspflege und Repräsentation.

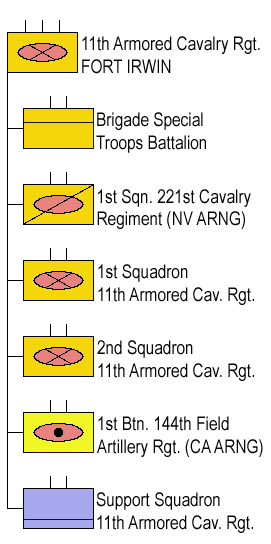
Gegenwärtige Gliederung des 11th ACR

## Gegenwärtige Gliederung
11th Armored Cavalry Regiment
- 1st Squadron, 221st Cavalry Regiment (Armored Reconnaissance Squadron) (Nevada Army National Guard)
- 1st Squadron, 11th Armored Cavalry Regiment (Combined Arms Squadron)
- 2d Squadron, 11th Armored Cavalry Regiment (Combined Arms Squadron)
- 1st Battalion, 144th Field Artillery Regiment (California Army National Guard)
- Support Squadron, 11th Armored Cavalry Regiment

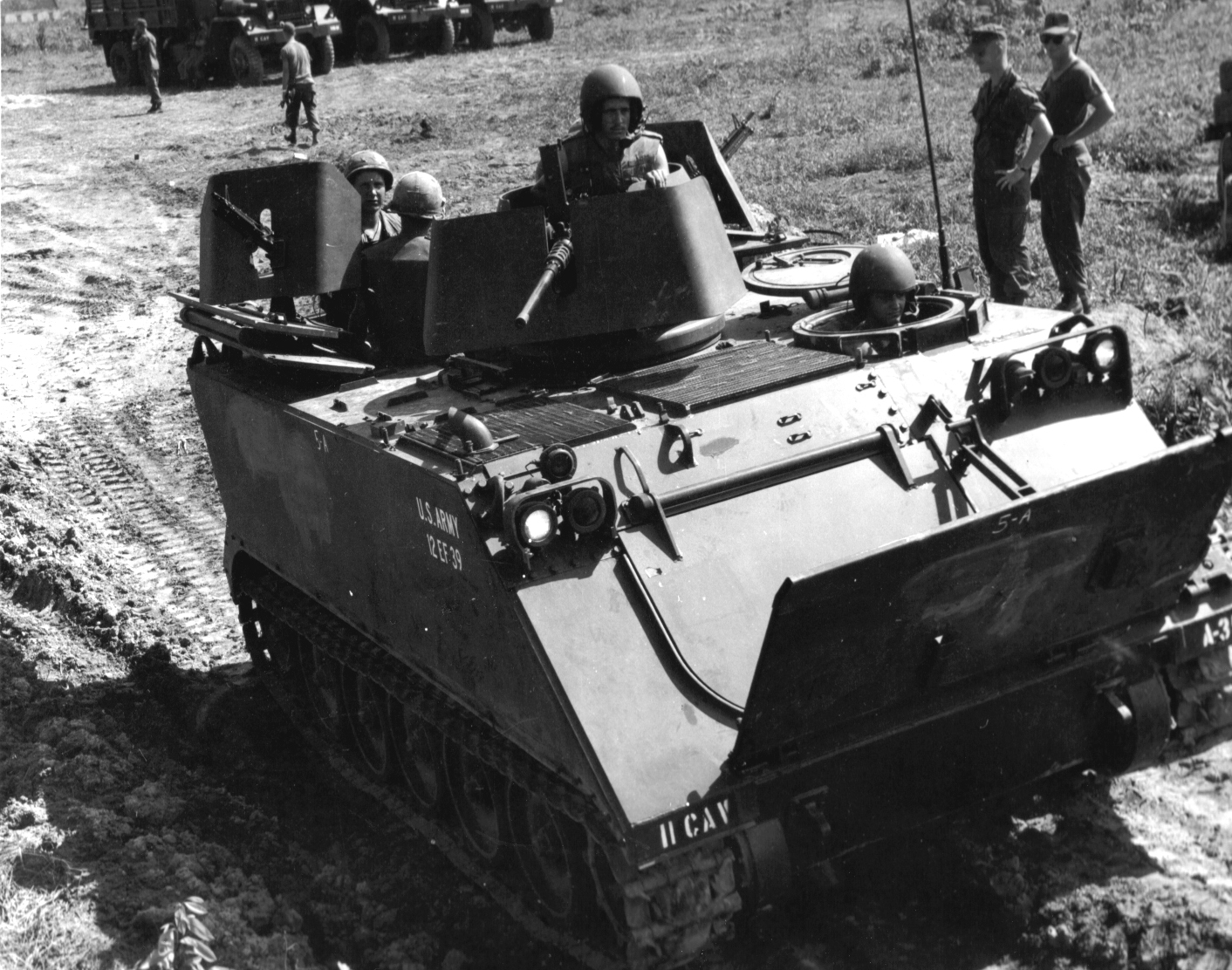
ACAV des 11th ACR in Vietnam

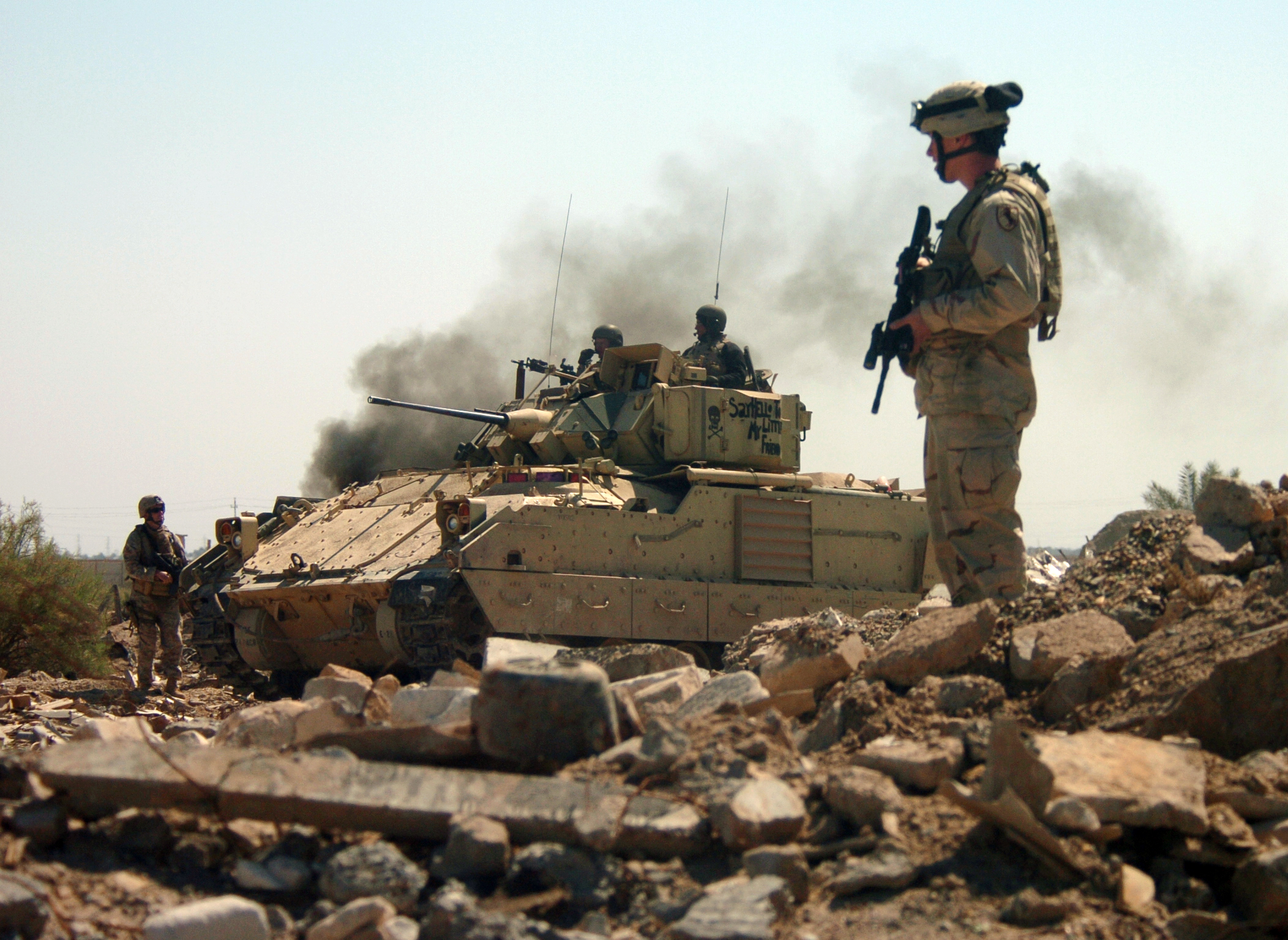
Soldaten der 2nd Squadron mit einem M3A2 „Bradley“ im Irak, März 2005

## Galerie

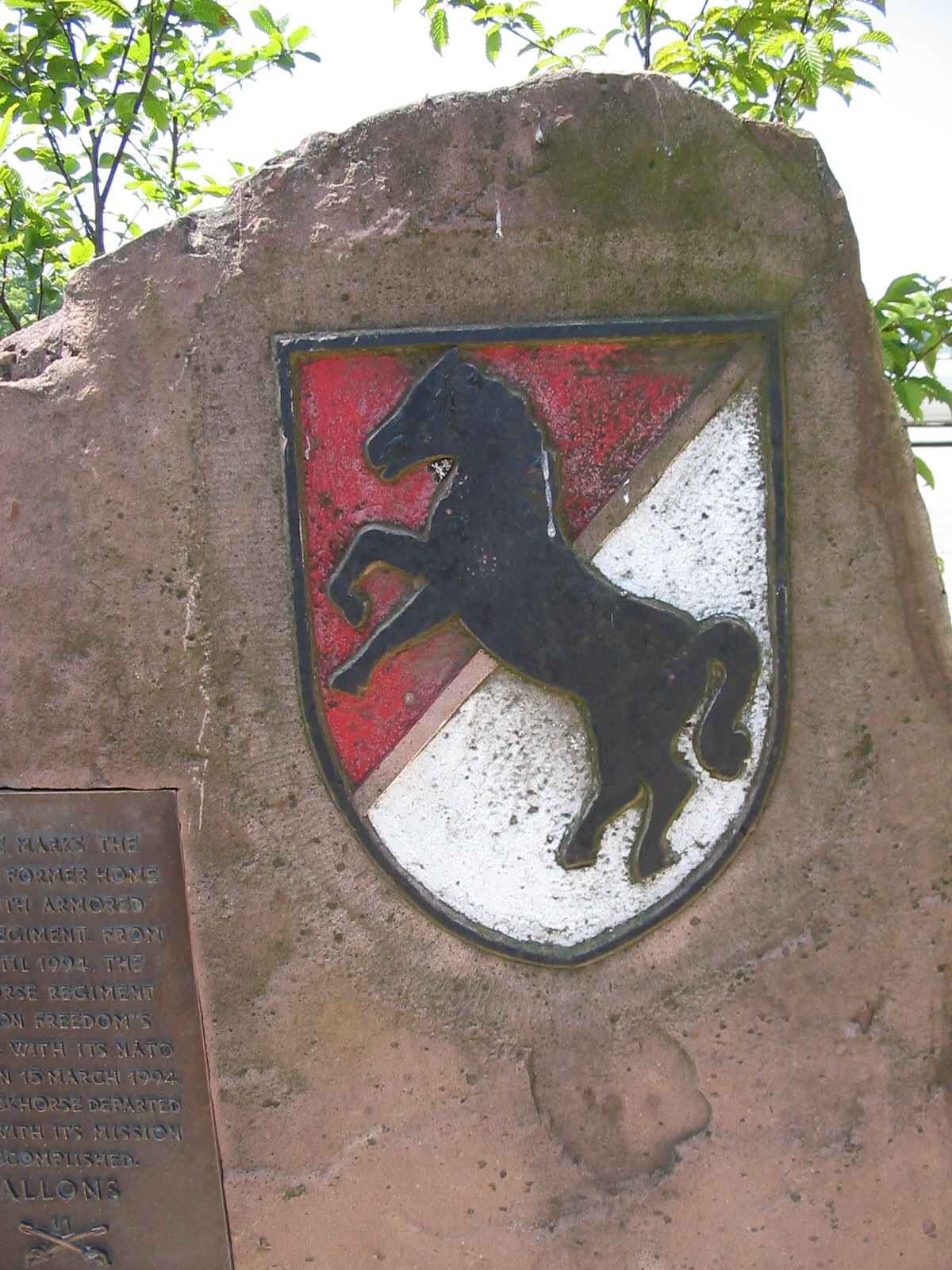
Gedenkstein für das 11th ACR auf dem Gelände der früheren Downs Barracks in Fulda
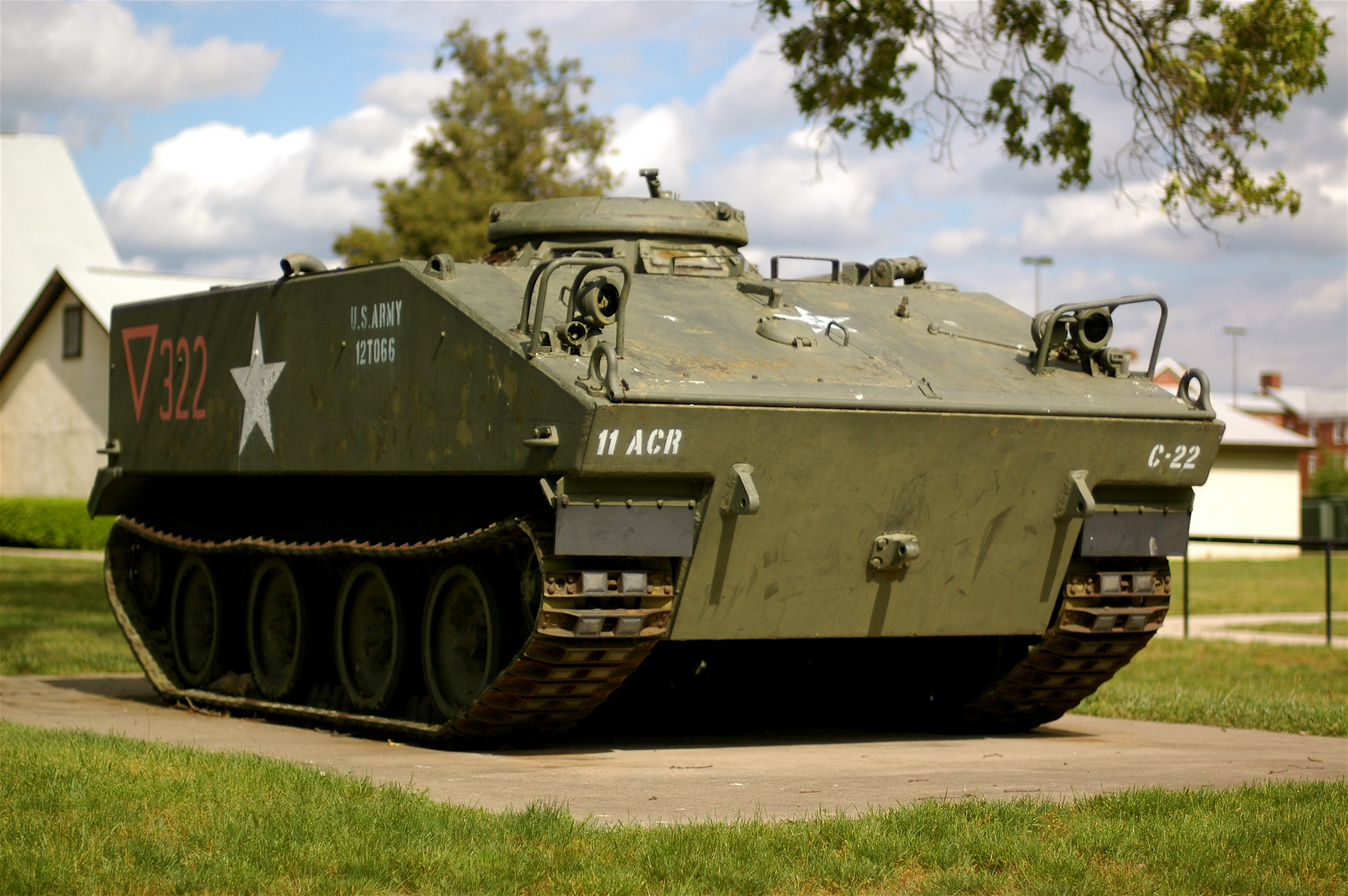
Spähpanzer M114, wie er in den 1960er und 1970er Jahren von Kavallerie-Platoons eingesetzt wurde
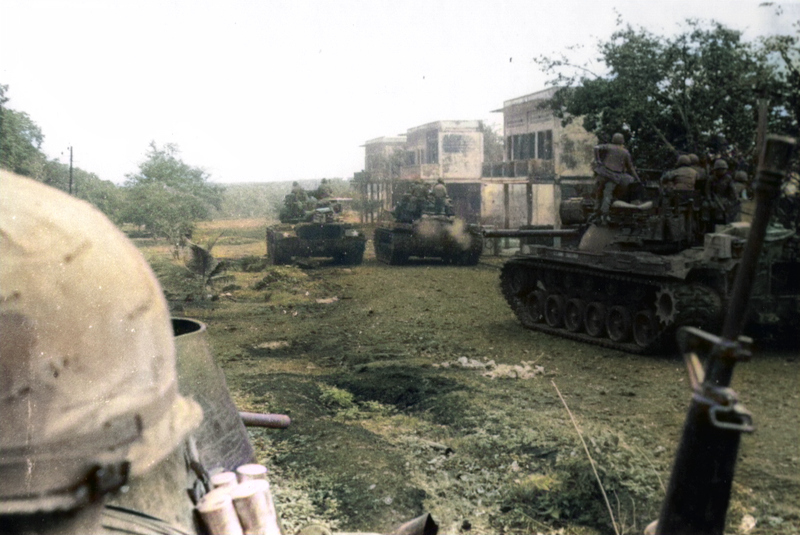
Kräfte der 2nd Squadron in Snuol in Kambodscha, Mai 1970
Soldaten der 11th ACR mit Angehörigen des BGS bei einer Grenzpatrouille 1979
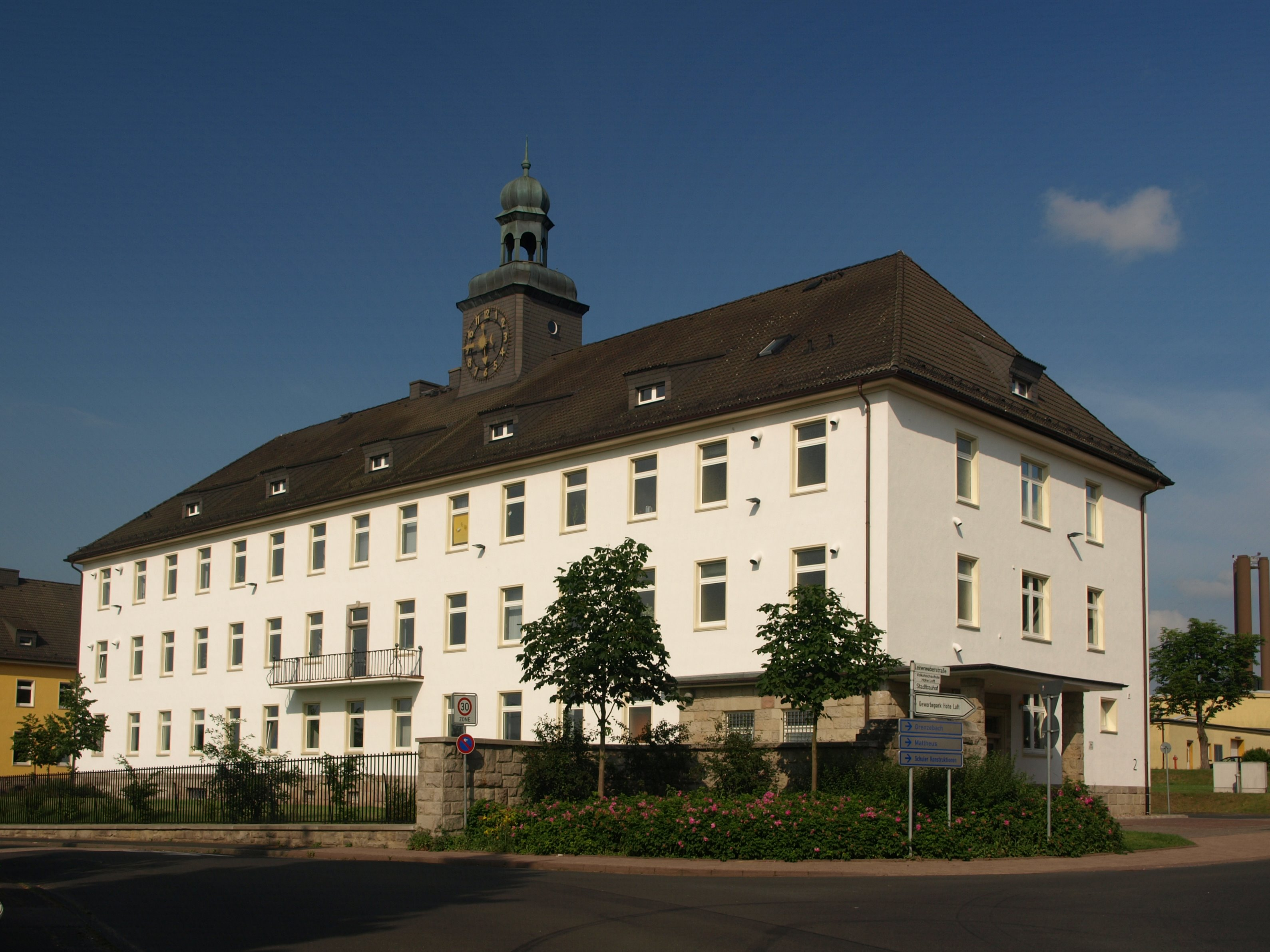
Die früheren McPheeters Barracks in Bad Hersfeld
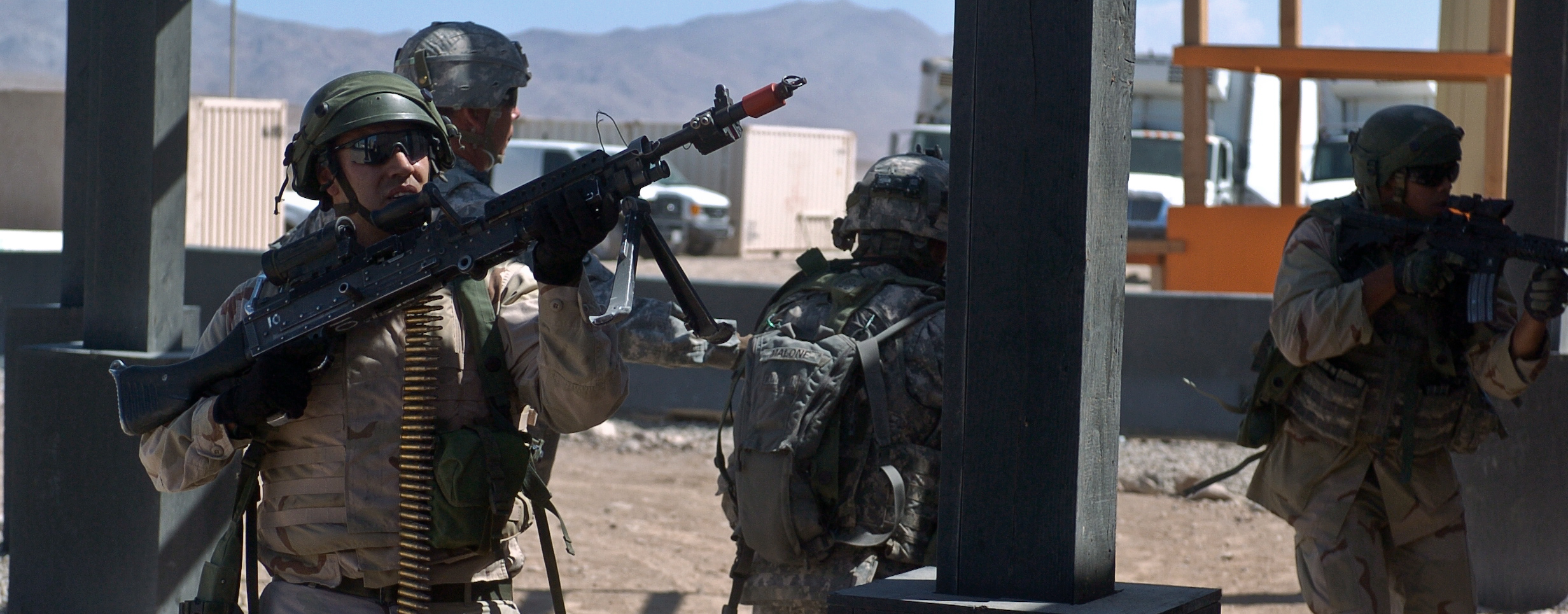
Bei der Feinddarstellung als OPFOR im Fort Irwin.
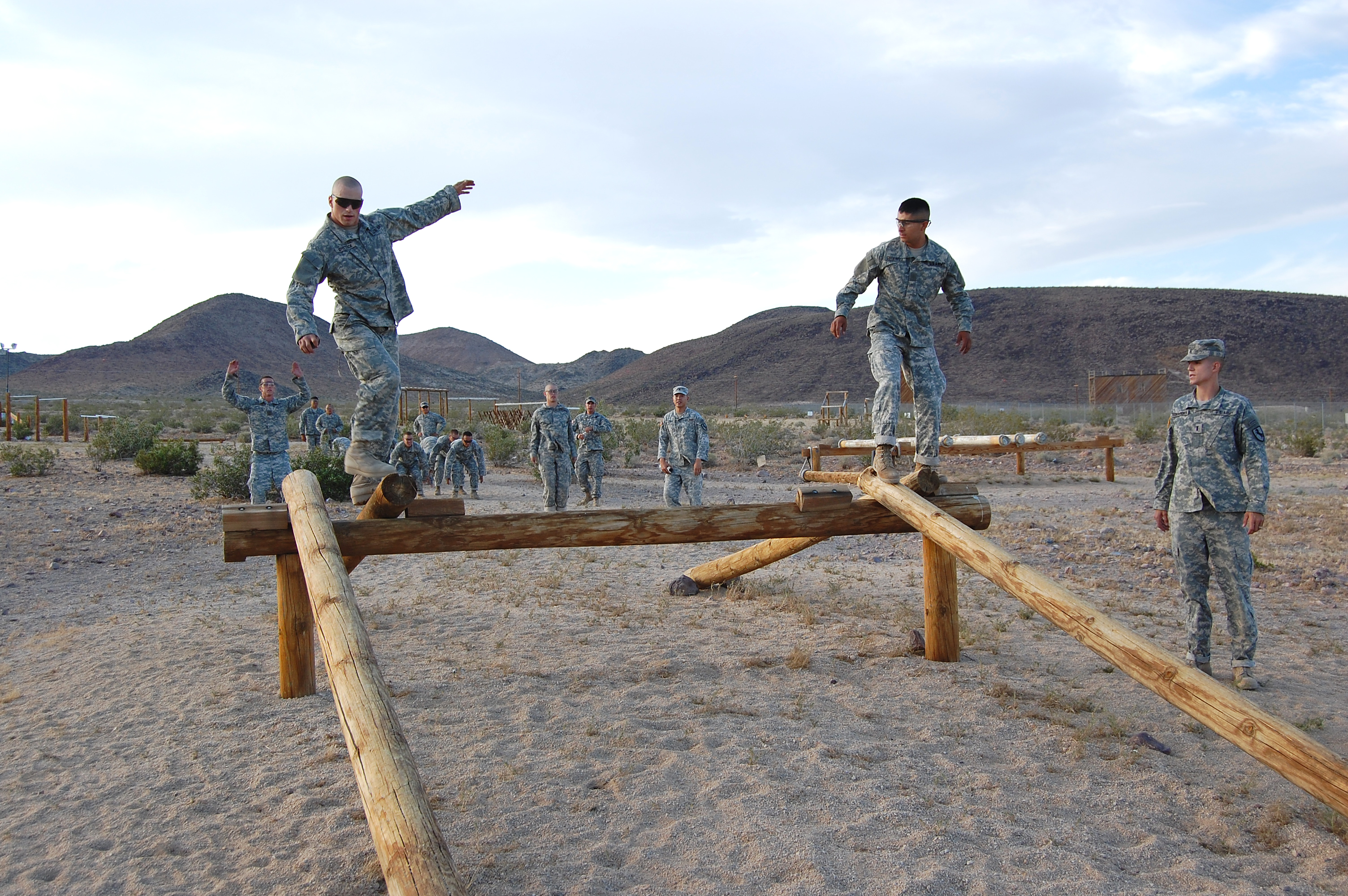
Soldaten der 2nd Squadron beim Training in Fort Irwin.